# ラーゴム
ラーゴム（欧字名:Lagom、2018年3月2日 - ）は、日本の競走馬。2021年のきさらぎ賞の勝ち馬である。
馬名はスウェーデン語で「適度で節度あること」の意。

## 戦績

### デビュー前
2018年3月2日、北海道安平町のノーザンファームで誕生。2019年のセレクトセール1歳馬市場で林正道に5,076万円で落札された。

### 2歳（2020年）
栗東の斉藤崇史厩舎に入厩後、7月19日に阪神競馬場で行われた2歳新馬戦に北村友一鞍上で出走。2番人気に推されると、レースでは直線でしぶとく伸びると、2着ビップランバンに半馬身差をつけ新馬勝ちを果たした。
続いてリステッド競走のアイビーステークスに出走したが、GI2勝馬マリアライトの仔オーソクレースにクビ差の2着、重賞初挑戦となった京都2歳ステークスでもワンダフルタウンに3/4馬身差及ばず2戦連続の2着となり、当年を終えた。

### 3歳（2021年）
年明け初戦にはきさらぎ賞を選択。3番人気に推されると、レースでは直線外から猛追してきたヨーホーレイクをクビ差で退けて重賞初制覇を飾った。次走、初のGI出走となった皐月賞は5番人気で出走するが13着と大敗。初めて連対を外すこととなった。浜中俊に乗り替わった東京優駿は12着と惨敗する。3か月ぶり、初めての古馬との対戦となった新潟記念は前走と同じ12着に終わる。次走、ケフェウスステークスも10着と二桁着順に沈んだ。その後、11月20日のアンドロメダステークスでは中団追走から直線で脚を伸ばすと最後はボッケリーニとの競り合いをハナ差制して3勝目を挙げた。しかし、12月11日の中日新聞杯では13着と大敗し、3歳シーズンを終えた。

### 4歳（2022年）
4歳初戦としてGII京都記念に出走し、9着に敗れる。続いてダート初挑戦となった仁川ステークス（L）では4着。
5月1日に行われた吾妻小富士ステークス（OP）に出走。好位でレースを進め、外から伸びてきた6番人気サンライズラポールとの直線での追い比べを制し、これにクビ差をつけ優勝。ダート戦初勝利を果たした。この後、7月10日のプロキオンステークスに1番人気で出走。道中中団でレースを進めるも伸びを欠いて12着と大敗した。
秋に入り、10月4日の白山大賞典では道中好位追走から最後の直線で内から脚を伸ばし2着。続く浦和記念でも中団から鋭く伸びてクリノドラゴンの2着に入った。年末の名古屋グランプリではレース中盤で先頭に立って逃げ粘り3着と好走した。

### 5歳（2023年）
5歳初戦として久々の芝レース出走となった1月5日の中山金杯で始動するも9着、続くアメリカジョッキークラブカップでも4着に敗れた。その後、レースに出走することなく2023年7月2日付けで競走馬登録を抹消し、現役を引退した。引退後は乗馬となる予定で、当初は繋養先は未定とされていたが、その後ノーザンホースパークでの繋養となった。

## 競走成績
以下の内容はnetkeiba.comの情報 に基づく。
| 競走日     | 競馬場 | 競走名        | 格     | 距離（馬場）  | 頭 数 | 枠 番 | 馬 番 | オッズ （人気） | 着順 | タイム （上り3F） | 着差 | 騎手        | 斤量 [kg] | 1着馬（2着馬）         | 馬体重 [kg] |
| ---------- | ------ | ------------- | ------ | ------------- | ----- | ----- | ----- | --------------- | ---- | ----------------- | ---- | ----------- | --------- | ---------------------- | ----------- |
| 2020.07.19 | 阪神   | 2歳新馬       |        | 芝2000m（良） | 12    | 8     | 12    | 004.00（2人）   | 01着 | R2:04.1（35.6）   | -0.1 | 0北村友一   | 54        | （ビップランバン）     | 506         |
| 0000.10.24 | 東京   | アイビーS     | L      | 芝1800m（良） | 8     | 8     | 8     | 008.60（5人）   | 02着 | R1:48.1（34.5）   | -0.0 | 0北村友一   | 55        | オーソクレース         | 508         |
| 0000.11.28 | 阪神   | 京都2歳S      | GIII   | 芝2000m（良） | 10    | 8     | 9     | 003.80（2人）   | 02着 | R2:01.7（35.3）   | -0.1 | 0武豊       | 55        | ワンダフルタウン       | 512         |
| 2021.02.07 | 中京   | きさらぎ賞    | GIII   | 芝2000m（良） | 11    | 2     | 2     | 004.70（3人）   | 01着 | R2:01.0（35.4）   | -0.0 | 0北村友一   | 56        | （ヨーホーレイク）     | 512         |
| 0000.04.18 | 中山   | 皐月賞        | GI     | 芝2000m（稍） | 16    | 5     | 9     | 013.80（5人）   | 13着 | R2:02.6（38.5）   | -2.0 | 0北村友一   | 57        | エフフォーリア         | 516         |
| 0000.05.30 | 東京   | 東京優駿      | GI     | 芝2400m（良） | 17    | 5     | 9     | 186.5（16人）   | 12着 | R2:23.7（34.5）   | -1.2 | 0浜中俊     | 57        | シャフリヤール         | 506         |
| 0000.09.05 | 新潟   | 新潟記念      | GIII   | 芝2000m（良） | 17    | 5     | 10    | 011.40（7人）   | 12着 | R1:59.3（33.9）   | -0.9 | 0池添謙一   | 53        | マイネルファンロン     | 520         |
| 0000.09.18 | 中京   | ケフェウスS   | OP     | 芝2000m（重） | 13    | 5     | 6     | 008.30（4人）   | 10着 | R2:02.1（34.5）   | -0.9 | 0池添謙一   | 53        | アラタ                 | 512         |
| 0000.11.20 | 阪神   | アンドロメダS | L      | 芝2000m（良） | 16    | 4     | 8     | 006.20（4人）   | 01着 | R1:59.8（35.0）   | -0.0 | 0池添謙一   | 54        | （ボッケリーニ）       | 514         |
| 0000.12.11 | 中京   | 中日新聞杯    | GIII   | 芝2000m（良） | 18    | 7     | 14    | 006.90（3人）   | 13着 | R2.00.6（34.7）   | -0.8 | 0池添謙一   | 54        | ショウナンバルディ     | 516         |
| 2022.02.13 | 阪神   | 京都記念      | GII    | 芝2200m（稍） | 13    | 6     | 8     | 013.00（7人）   | 09着 | R2:12.8（34.9）   | -0.9 | 0池添謙一   | 55        | アフリカンゴールド     | 528         |
| 0000.02.26 | 阪神   | 仁川S         | L      | ダ2000m（良） | 16    | 6     | 12    | 007.40（4人）   | 06着 | R2:05.9（38.5）   | -1.1 | 0福永祐一   | 56        | グレートタイム         | 530         |
| 0000.05.01 | 福島   | 吾妻小富士S   | OP     | ダ1700m（重） | 15    | 5     | 8     | 008.90（5人）   | 01着 | R1:43.3（36.6）   | -0.0 | 0鮫島克駿   | 58        | （サンライズラポール） | 526         |
| 0000.07.10 | 小倉   | プロキオンS   | GIII   | ダ1700m（稍） | 16    | 8     | 16    | 004.90（1人）   | 12着 | R1:45.7（39.4）   | -2.0 | 0鮫島克駿   | 56        | ゲンパチルシファー     | 522         |
| 0000.10.04 | 金沢   | 白山大賞典    | JpnIII | ダ2100m（良） | 12    | 7     | 9     | 009.30（4人）   | 02着 | 02:13.6（39.2）   | -0.5 | 0鮫島克駿   | 55        | ケイアイパープル       | 518         |
| 0000.11.23 | 浦和   | 浦和記念      | JpnII  | ダ2000m（不） | 11    | 2     | 2     | 004.60（3人）   | 02着 | 02:06.8（38.7）   | -0.5 | 0鮫島克駿   | 56        | クリノドラゴン         | 518         |
| 0000.12.08 | 名古屋 | 名古屋GP      | JpnII  | ダ2100m（良） | 12    | 2     | 2     | 005.80（4人）   | 03着 | R2:15.7（39.3）   | -0.6 | 0鮫島克駿   | 56        | ペイシャエス           | 529         |
| 2023.01.05 | 中山   | 中山金杯      | GIII   | 芝2000m（良） | 17    | 6     | 11    | 018.80（9人）   | 09着 | R2:00.5（35.3）   | -0.3 | 0T.バシュロ | 58        | ラーグルフ             | 528         |
| 0000.01.22 | 中山   | AJCC          | GII    | 芝2200m（良） | 14    | 8     | 14    | 035.00（8人）   | 04着 | R2:13.9（35.4）   | -0.4 | 0T.バシュロ | 57        | ノースブリッジ         | 526         |

## 血統表
| ラーゴムの血統                 | ラーゴムの血統                                                    | ラーゴムの血統                                                    | （血統表の出典）                                                  | （血統表の出典）    |
| 父系                           | サンデーサイレンス系                                              | サンデーサイレンス系                                              | サンデーサイレンス系                                              | [ § 2 ]             |
| 父 オルフェーヴル 2008 栗毛    | 父の父ステイゴールド 1994 黒鹿毛                                  | *サンデーサイレンス                                               | Halo                                                              | Halo                |
| 父 オルフェーヴル 2008 栗毛    | 父の父ステイゴールド 1994 黒鹿毛                                  | *サンデーサイレンス                                               | Wishing Well                                                      |                     |
| 父 オルフェーヴル 2008 栗毛    | 父の父ステイゴールド 1994 黒鹿毛                                  | ゴールデンサッシュ                                                | *ディクタス                                                       | *ディクタス         |
| 父 オルフェーヴル 2008 栗毛    | 父の父ステイゴールド 1994 黒鹿毛                                  | ゴールデンサッシュ                                                | ダイナサッシュ                                                    |                     |
| 父 オルフェーヴル 2008 栗毛    | 父の母オリエンタルアート 1997 栗毛                                | メジロマックイーン                                                | メジロティターン                                                  | メジロティターン    |
| 父 オルフェーヴル 2008 栗毛    | 父の母オリエンタルアート 1997 栗毛                                | メジロマックイーン                                                | メジロオーロラ                                                    |                     |
| 父 オルフェーヴル 2008 栗毛    | 父の母オリエンタルアート 1997 栗毛                                | エレクトロアート                                                  | *ノーザンテースト                                                 | *ノーザンテースト   |
| 父 オルフェーヴル 2008 栗毛    | 父の母オリエンタルアート 1997 栗毛                                | エレクトロアート                                                  | *グランマスティーヴンス                                           |                     |
| 母 *シュガーショック 2011 栗毛 | 母の父Candy Ride 1999 鹿毛                                        | Ride the Rails                                                    | Cryptoclearance                                                   | Cryptoclearance     |
| 母 *シュガーショック 2011 栗毛 | 母の父Candy Ride 1999 鹿毛                                        | Ride the Rails                                                    | Herbalesian                                                       |                     |
| 母 *シュガーショック 2011 栗毛 | 母の父Candy Ride 1999 鹿毛                                        | Candy Girl                                                        | Candy Stripes                                                     | Candy Stripes       |
| 母 *シュガーショック 2011 栗毛 | 母の父Candy Ride 1999 鹿毛                                        | Candy Girl                                                        | City Girl                                                         |                     |
| 母 *シュガーショック 2011 栗毛 | 母の母Enthusiastically 2007 栗毛                                  | Distorted Humor                                                   | *フォーティナイナー                                               | *フォーティナイナー |
| 母 *シュガーショック 2011 栗毛 | 母の母Enthusiastically 2007 栗毛                                  | Distorted Humor                                                   | Danzig's Beauty                                                   |                     |
| 母 *シュガーショック 2011 栗毛 | 母の母Enthusiastically 2007 栗毛                                  | Unbridled Hope                                                    | Unbridled                                                         | Unbridled           |
| 母 *シュガーショック 2011 栗毛 | 母の母Enthusiastically 2007 栗毛                                  | Unbridled Hope                                                    | D'Youville Nurse                                                  |                     |
| 母系(F-No.)                    | シュガーショック(USA)系(FN:6-f)                                   | シュガーショック(USA)系(FN:6-f)                                   | シュガーショック(USA)系(FN:6-f)                                   | [ § 3 ]             |
| 5代内の近親交配                | ノーザンテースト 5・4（父内）＝9.38%、Fappiano 5･5（母内）＝6.25% | ノーザンテースト 5・4（父内）＝9.38%、Fappiano 5･5（母内）＝6.25% | ノーザンテースト 5・4（父内）＝9.38%、Fappiano 5･5（母内）＝6.25% | [ § 4 ]             |
| 出典                           | 1. 2. 3. 4.                                                       | 1. 2. 3. 4.                                                       | 1. 2. 3. 4.                                                       | 1. 2. 3. 4.         |

- 半弟エコロブルーム（父ダイワメジャー）は2024年ニュージーランドトロフィー勝ち馬。
- そのほかの主な近親にアンドリエッテ（2018年マーメイドステークス）